# 5,10-meteniltetraidrometanopterina idrogenasi
La 5,10-meteniltetraidrometanopterina idrogenasi è un enzima appartenente alla classe delle ossidoreduttasi, che catalizza la seguente reazione:
H2 + 5,10-meteniltetraidrometanopterina ⇄ H+ + 5,10-metilenetetraidrometanopterina
L'enzima, che non contiene né centri ferro-zolfo né nichel, non catalizza la riduzione di coloranti artificiali, né è in grado di catalizzare da sola una reazione di scambio H2/H+.